# Kopiec (Radziechowy)
Kopiec – część wsi Radziechowy w Polsce położona w województwie śląskim, w powiecie żywieckim, w gminie Radziechowy-Wieprz.

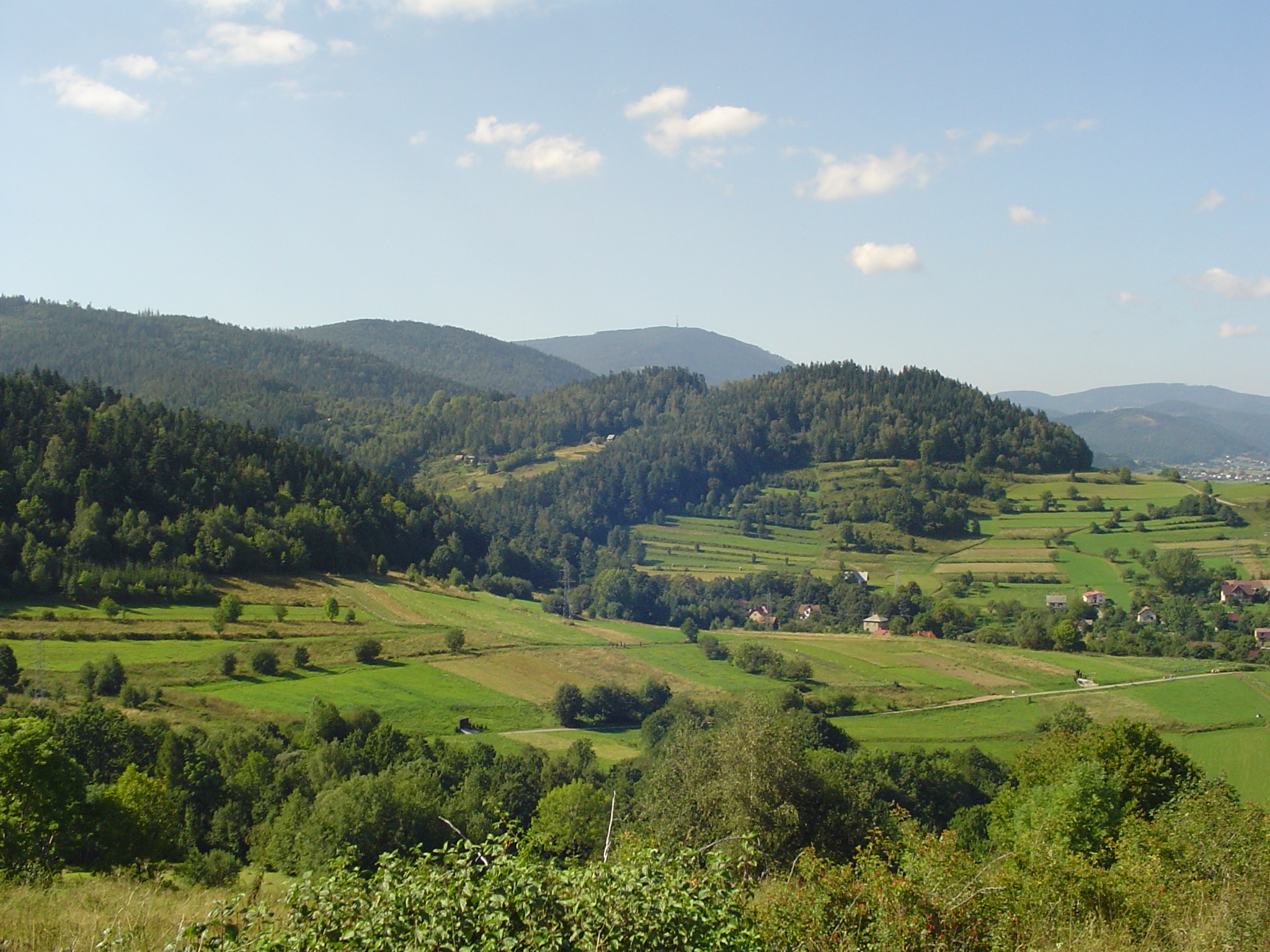
Kopiec widziany z Matyski

Kopiec to równocześnie nazwa wzniesienia, na którym jest usytuowany.  
Można tam dojechać od ostatniego przystanku autobusowego w Radziechowach lub z Twardorzeczki.
Część wsi Kopiec położona jest na południowym zboczu wzniesienia Kopiec, które schodzi do potoka Wieśnika w zachodniej części Radziechów, na wysokości od ok. 550 do ok. 650 m n.p.m. (średnio), na polanach otoczonych lasem iglastym.